# Le Fantôme du cirque (film, 1954)
Pour les articles homonymes, voir Le Fantôme du cirque.
Pour plus de détails, voir Fiche technique et Distribution.
Le Fantôme du cirque (Phantom des großen Zeltes) est un film allemand réalisé par Paul May, sorti en 1954.

## Synopsis
MM. Rossi et Capelli sont propriétaires d’une grande compagnie de cirque, travaillent en étroite collaboration et ont un succès considérable. Seulement ils sont rivaux pour le cœur de la dompteuse de lions Dolores. Un jour, Rossi est attaqué par l'un des lions alors qu'il se précipite pour aider sa fille Lolita, âgée de dix ans, appelée par tous Lilly. Rossi est horriblement défiguré au visage et disparaît, on pense qu'il est mort. Pour Capelli et Dolores, devenus depuis un couple, cet incident marque la fin de leur relation dans la mesure où il existe un degré de responsabilité de la mort. Afin de ne pas laisser Lilly grandir sans père, Alfredo Capelli décide d'adopter la petite fille et la regarde désormais comme sa propre fille.
Des années ont passé depuis les terribles événements. Le cirque a été frappé par une série d'accidents sinistres pendant un certain temps, que l'on peut appeler assurément des attaques. Bientôt, on parle d'un fantôme exécutant son œuvre sous le grand chapiteau du cirque. En dépit de la police, le saboteur, responsable de ces événements, ne peut être attrapé. Les victimes sont les hommes qui cherchent la faveur de Lolita "Lilly" Capelli, devenue une belle jeune femme et qui s'est bâtie une réputation de cavalière. Bientôt, l’atmosphère est caractérisée par la méfiance générale, la peur et les insinuations mutuelles. Finalement, l'enquête mène au clown de cirque, connu seulement avec son masque. Ce n’est autre que Rossi, profondément défiguré.

## Fiche technique
- Titre français : Le Fantôme du cirque[1]
- Titre original : Phantom des großen Zeltes
- Réalisation : Paul May assisté d'Oskar Schlippe
- Scénario : Egon Eis, Walter F. Fichelscher (de)
- Musique : Rolf Wilhelm
- Direction artistique : Hans Kuhnert, Theo Zwierski (de)
- Costumes : Walter Kraatz
- Photographie : Georg Krause
- Son : Eduard Kessel
- Montage : Hilde E. Grabow
- Production : Friedrich Wilhelm Gaik (de)
- Société de production : Algefa
- Société de distribution : Columbia Film-Verleih
- Pays d'origine :  Allemagne de l'Ouest
- Langue : allemand
- Format : Noir et blanc - 1,37:1 - mono - 35 mm
- Genre : Drame et horreur
- Durée : 100 minutes
- Dates de sortie :
  -  Allemagne de l'Ouest : 21 décembre 1954.
  -  France : 4 novembre 1955[1].
  -  Danemark : 1er octobre 1956.

## Distribution
- René Deltgen : Alfredo Capelli
- Angelika Hauff : Lolita, dite Lilly
- Heidi Becker : Lolita à 10 ans
- Ilse Steppat : Dolores, la dresseuse de lions
- Armin Dahlen (de) : Lal Singh, le dresseur d'éléphant
- Hans-Christian Blech : Naso, le clown à la poupée
- Howard Vernon : Armand LaRue, acrobate
- Evelyn Cormand : Germaine LaRue, acrobate
- Helmut vom Hofe : Capitaine Nemo, le cascadeur
- Al Hoosman : Bonga, le gardien des lions
- Ralf Wolter : Motta, le directeur général
- Hans Stiebner : L'inspecteur Brazzini
- Roma Bahn : Une spectatrice du cirque

## Source de traduction
- (de) Cet article est partiellement ou en totalité issu de l’article de Wikipédia en allemand intitulé « Phantom des großen Zeltes » (voir la liste des auteurs).